# Temporada 2022 del Campeonato Mundial de Rallycross de la FIA
El Campeonato Mundial de Rallycross de la FIA 2022 fue la novena temporada del Campeonato Mundial de Rallycross de la FIA. La temporada estuvo compuesta de dos rondas simples y cuatro rondas dobles, comenzó el fin de semana del 13 al 14 de agosto en Hell, Noruega y terminó el fin de semana del 12 al 13 de noviembre en Nürburg, Alemania.
Esta temporada fue histórica porque fue la primera de los RX1e, los vehículos totalmente eléctricos propulsados por el tren motríz creado por la empresa austriaca Kreisel Electric.
El campeón defensor es nuevamente el sueco Johan Kristoffersson quien consiguió su cuarto título mundial de la categoría al remontar en las últimas dos carreras de la temporada pasada celeradas en Alemania. El equipo defensor del título es el equipo Hansen World RX Team quienes consiguierón el título tras la primera carrera celebrada en Alemania.

## Calendario
El 15 de diciembre de 2021, se anunció el calendario provisional para la temporada 2022 durante el encuentro del Consejo Mundial de Automovilismo de la FIA. El calendario actualizado se publicó el 21 de marzo de 2022 e incluyó un evento no confirmado.
| Ronda | Evento                                | Fecha               | Circuito                                  | Clase | Piloto ganador       | Equipo ganador                     |
| ----- | ------------------------------------- | ------------------- | ----------------------------------------- | ----- | -------------------- | ---------------------------------- |
| 1     | Cooper Tires Rallycross of Sweden     | 2–3 de julio        | Höljesbanan, Höljes                       | RX2e  | Viktor Vranckx       | Bert Vranckx                       |
| 2     | Ramudden World RX of Norway           | 13–14 de agosto     | Lånkebanen, Hell                          | RX1   | Johan Kristoffersson | Kristoffersson Motorsport          |
| 2     | Ramudden World RX of Norway           | 13–14 de agosto     | Lånkebanen, Hell                          | RX2e  | Viktor Vranckx       | Bert Vranckx                       |
| 3-4   | Ferratum World RX of Rīga-Latvia      | 3–4 de septiembre   | Biķernieku Kompleksā Sporta Bāze, Riga    | RX1   | Johan Kristoffersson | Kristoffersson Motorsport          |
| 3-4   | Ferratum World RX of Rīga-Latvia      | 3–4 de septiembre   | Biķernieku Kompleksā Sporta Bāze, Riga    | RX1   | Johan Kristoffersson | Kristoffersson Motorsport          |
| 3-4   | Ferratum World RX of Rīga-Latvia      | 3–4 de septiembre   | Biķernieku Kompleksā Sporta Bāze, Riga    | RX2e  | Patrick O'Donovan    | Patrick O'Donovan                  |
| 5-6   | Lusorecursos World RX of Portugal     | 17–18 de septiembre | Pista Automóvel de Montalegre, Montalegre | RX1   | Johan Kristoffersson | Kristoffersson Motorsport          |
| 5-6   | Lusorecursos World RX of Portugal     | 17–18 de septiembre | Pista Automóvel de Montalegre, Montalegre | RX1   | Niclas Grönholm      | Construction Equipment Dealer Team |
| 7-8   | Benelux World RX of Spa-Francorchamps | 8–9 de octubre      | Circuit de Spa-Francorchamps, Stavelot    | RX1   | Johan Kristoffersson | Kristoffersson Motorsport          |
| 7-8   | Benelux World RX of Spa-Francorchamps | 8–9 de octubre      | Circuit de Spa-Francorchamps, Stavelot    | RX1   | Johan Kristoffersson | Kristoffersson Motorsport          |
| 7-8   | Benelux World RX of Spa-Francorchamps | 8–9 de octubre      | Circuit de Spa-Francorchamps, Stavelot    | RX2e  | Patrick O'Donovan    | Patrick O'Donovan                  |
| 9-10  | World RX of Catalunya                 | 29–30 de octubre    | Circuito de Barcelona-Cataluña, Montmeló  | RX1   | Timmy Hansen         | Hansen World RX Team               |
| 9-10  | World RX of Catalunya                 | 29–30 de octubre    | Circuito de Barcelona-Cataluña, Montmeló  | RX1   | Johan Kristoffersson | Kristoffersson Motorsport          |
| 9-10  | World RX of Catalunya                 | 29–30 de octubre    | Circuito de Barcelona-Cataluña, Montmeló  | RX2e  | Isak Sjökvist        | Isak Sjökvist                      |
| 11    | World RX de Alemania                  | 12–13 de noviembre  | Nürburgring, Nürburg                      | RX1   | Johan Kristoffersson | Kristoffersson Motorsport          |

### Cambios en el calendario
- El World RX de Barcelona presente en el calendario desde la temporada 2015, no forma parte del calendario.
- Luego de dos años de ausencia debido a la pandemia de Covid-19, el World RX de Noruega regresa al calendario.
- El World RX de Francia presente en el calendario en siete de las ocho temporada del campeonato, no forma parte del calendario.
- Luego de dos años de ausencia debido a la pandemia de Covid-19, el World RX de Sudáfrica regresa al calendario. Aunque su regreso fue confirmado en el primer borrador del campeonato, en la actualización del campeonato no fue incluida.

## Cambios

### Cambio técnicos
- Por primera vez en la historia mundial de rallycross, todas las categorías serán totalmente eléctricas.[4][5]
- La clase RX1 fue discontinuada. Fue reemplazada por la clase RX1e eléctrica. Si bien la carrocería y las libreas serán diferentes, todos los automóviles de esta nueva clase utilizarán el mismo sistema de propulsión desarrollado por Kreisel Electric.[6][5]

### Cambios deportivos
- Se adoptará un nuevo formato de fin de semana de carrera para la temporada 2022. Las parrillas para la serie 1 ahora se establecerán mediante una sesión de SuperPole de una sola vuelta inmediatamente después de la práctica libre. Las rondas de una sola carrera contarán con tres series clasificatorias (en lugar de cuatro), y las rondas dobles contarán con dos series clasificatorias (en lugar de tres). Las parrillas para las eliminatorias que siguen a la serie 1 ahora se establecerán según la posición final en la eliminatoria anterior, en lugar de tomar el tiempo total. Las posiciones por series seguirán siendo determinadas por el tiempo. Después de las series, una carrera de 'Progresión' determinará qué diez pilotos pasan a las semifinales. Desde las semifinales, los 2 mejores pilotos de cada semifinal pasan a la final, junto con el piloto mejor clasificado que termina tercero. La parrilla escalonada para las semifinales y la final se han eliminado en favor de una parrilla lado a lado. Habrá un máximo de cinco autos compitiendo en cada serie.[7][5]

## Equipos y pilotos

### RX1e
| Constructor    | Equipo                             | Automóvil            | No. | Piloto               | Rondas | Ref.   |
| -------------- | ---------------------------------- | -------------------- | --- | -------------------- | ------ | ------ |
| GCK Exclusiv-e | GCK Motorsport                     | Lancia Delta Evo-e   | 36  | Guerlain Chicherit   | 11     | [ 8 ]  |
| Peugeot        | Hansen Motorsport                  | Peugeot 208 RX1e     | 21  | Timmy Hansen         | Todas  | [ 10 ] |
| Peugeot        | Hansen Motorsport                  | Peugeot 208 RX1e     | 71  | Kevin Hansen         | Todas  | [ 10 ] |
| Volkswagen     | Kristoffersson Motorsport          | Volkswagen Polo RX1e | 1   | Johan Kristoffersson | Todas  | [ 11 ] |
| Volkswagen     | Kristoffersson Motorsport          | Volkswagen Polo RX1e | 52  | Ole Christian Veiby  | Todas  | [ 12 ] |
| Volkswagen     | Gustav Bergström                   | Volkswagen Polo RX1e | 17  | Gustav Bergström     | Todas  |        |
| SEAT           | ALL-INKL.COM Münnich Motorsport    | SEAT Ibiza RX1e      | 77  | René Münnich         | 2-10   | [ 13 ] |
| SEAT           | ALL-INKL.COM Münnich Motorsport    | SEAT Ibiza RX1e      | 92  | Anton Marklund       | 11     | [ 13 ] |
| PWR Racing     | Construction Equipment Dealer Team | PWR RX1e             | 12  | Klara Andersson      | Todas  | [ 14 ] |
| PWR Racing     | Construction Equipment Dealer Team | PWR RX1e             | 68  | Niclas Grönholm      | Todas  | [ 14 ] |

### RX2e
| Constructor | Equipo                    | Automóvil     | No. | Piloto             | Rondas | Ref.   |
| ----------- | ------------------------- | ------------- | --- | ------------------ | ------ | ------ |
| OMSE        | Patrick O'Donovan         | OMSE QEV RX2e | 00  | Patrick O'Donovan  | Todas  | [ 11 ] |
| OMSE        | Catie Munnings            | OMSE QEV RX2e | 3   | Catie Munnings     | 1      | [ 15 ] |
| OMSE        | QEV Motorsport            | OMSE QEV RX2e | 5   | Pablo Suárez       | Todas  | [ 11 ] |
| OMSE        | QEV Motorsport            | OMSE QEV RX2e | 7   | Carlos Checa       | 5      |        |
| OMSE        | QEV Motorsport            | OMSE QEV RX2e | 23  | Nick Heidfeld      | 5      |        |
| OMSE        | QEV Motorsport            | OMSE QEV RX2e | 26  | Roberts Vitols     | 3      |        |
| OMSE        | QEV Motorsport            | OMSE QEV RX2e | 28  | Filip Thorén       | 1, 3   | [ 11 ] |
| OMSE        | QEV Motorsport            | OMSE QEV RX2e | 34  | Lance Woolridge    | 2      | [ 16 ] |
| OMSE        | Aksel Lund Svindal        | OMSE QEV RX2e | 9   | Aksel Lund Svindal | 2      | [ 16 ] |
| OMSE        | Escudería Mollerussa      | OMSE QEV RX2e | 12  | Pepe Arqué         | 5      |        |
| OMSE        | Bert Vranckx              | OMSE QEV RX2e | 13  | Viktor Vranckx     | Todas  | [ 11 ] |
| OMSE        | Kristoffersson Motorsport | OMSE QEV RX2e | 14  | Nils Andersson     | Todas  | [ 17 ] |
| OMSE        | Acciona Sainz XE Team     | OMSE QEV RX2e | 44  | Laia Sanz          | 1–2, 5 | [ 11 ] |
| OMSE        | Mark Flaherty             | OMSE QEV RX2e | 77  | Mark Flaherty      | 1–2    | [ 11 ] |
| OMSE        | Isak Sjökvist             | OMSE QEV RX2e | 82  | Isak Sjökvist      | Todass | [ 11 ] |
| OMSE        | ACA Esport                | OMSE QEV RX2e | 97  | Raul Ferre         | Todas  | [ 11 ] |

## Clasificación

### Sistema de puntuación
| Posición | 1.º | 2.º | 3.º | 4.º | 5.º | 6.º | 7.º | 8.º | 9.º | 10.º | 11.º | 12.º | 13.º | 14.º | 15.º |
| -------- | --- | --- | --- | --- | --- | --- | --- | --- | --- | ---- | ---- | ---- | ---- | ---- | ---- |
| Puntos   | 20  | 16  | 13  | 12  | 11  | 10  | 9   | 8   | 7   | 6    | 5    | 4    | 3    | 2    | 1    |

### Campeonato Mundial de Rallycross de la FIA de Pilotos
| Pos. | Piloto               | NOR | LAT | LAT | POR | POR | BEL | BEL | BAR | BAR | GER | Puntos |
| ---- | -------------------- | --- | --- | --- | --- | --- | --- | --- | --- | --- | --- | ------ |
| 1    | Johan Kristoffersson | 1   | 1   | 1   | 1   | 5   | 1   | 1   | 4   | 1   | 1   | 183    |
| 2    | Timmy Hansen         | 2   | 3   | 4   | 3   | 4   | 4   | 7   | 1   | 2   | 3   | 136    |
| 3    | Niclas Grönholm      | 5   | 7   | 5   | 7   | 1   | 5   | 2   | 2   | 5   | 2   | 130    |
| 4    | Ole Christian Veiby  | 3   | 4   | 3   | 2   | 2   | 8   | 5   | 6   | 3   | 4   | 124    |
| 5    | Kevin Hansen         | 7   | 2   | 2   | 4   | 7   | 2   | 4   | 5   | 6   | 5   | 122    |
| 6    | Gustav Bergström     | 6   | 5   | 6   | 5   | 8   | 3   | 3   | 3   | 7   | 7   | 107    |
| 7    | Klara Andersson      | 4   | 8   | 7   | 6   | 3   | 7   | 6   | 7   | 4   | 6   | 102    |
| 8    | René Münnich         | 8   | 6   | 8   | 8   | 6   | 6   | 8   | 8   | 8   |     | 78     |
| 9    | Anton Marklund       |     |     |     |     |     |     |     |     |     | 8   | 8      |
| 10   | Guerlain Chicherit   |     |     |     |     |     |     |     |     |     | 9   | 7      |
| Pos. | Piloto               | NOR | LAT | LAT | POR | POR | BEL | BEL | BAR | BAR | GER | Puntos |

### Campeonato Mundial de Rallycross de la FIA de Equipos
| Pos. | Equipo                             | No. | NOR | LAT | LAT | POR | POR | BEL | BEL | BAR | BAR | GER | Puntos |
| ---- | ---------------------------------- | --- | --- | --- | --- | --- | --- | --- | --- | --- | --- | --- | ------ |
| 1    | Kristoffersson Motorsport          | 1   | 1   | 1   | 1   | 1   | 5   | 1   | 1   | 5   | 1   | 1   | 306    |
| 1    | Kristoffersson Motorsport          | 52  | 3   | 4   | 3   | 2   | 2   | 8   | 5   | 6   | 3   | 4   | 306    |
| 2    | Hansen World RX Team               | 21  | 2   | 3   | 4   | 3   | 4   | 5   | 7   | 1   | 2   | 3   | 259    |
| 2    | Hansen World RX Team               | 71  | 7   | 2   | 2   | 4   | 7   | 2   | 4   | 4   | 6   | 5   | 259    |
| 3    | Construction Equipment Dealer Team | 12  | 4   | 8   | 7   | 6   | 3   | 7   | 6   | 7   | 4   | 6   | 232    |
| 3    | Construction Equipment Dealer Team | 68  | 5   | 7   | 5   | 7   | 1   | 4   | 2   | 2   | 5   | 2   | 232    |
| Pos. | Equipo                             | No. | NOR | LAT | LAT | POR | POR | BEL | BEL | BAR | BAR | GER | Puntos |

### RX2e
| Pos. | Piloto             | SWE | NOR | LAT | BEL | BAR | Puntos |
| ---- | ------------------ | --- | --- | --- | --- | --- | ------ |
| 1    | Viktor Vranckx     | 1   | 1   | 3   | 2   | 2   | 83     |
| 2    | Isak Sjökvist      | 3   | 3   | 2   | 5   | 1   | 73     |
| 3    | Nils Andersson     | 2   | 2   | 6   | 6   | 3   | 65     |
| 4    | Patrick O'Donovan  | 9   | 6   | 1   | 1   | 7   | 60     |
| 5    | Raul Ferre         | 4   | 4   | 5   | 4   | 5   | 58     |
| 6    | Pablo Suárez       | 5   | 5   | 7   | 3   | 4   | 56     |
| 7    | Filip Thorén       | 6   |     | 8   | 7   |     | 27     |
| 8    | Laia Sanz          | 7   | 8   |     |     | 8   | 25     |
| 9    | Roberts Vitols     |     |     | 4   |     |     | 12     |
| 10   | Mark Flaherty      | 10  | 10  |     |     |     | 11     |
| 11   | Pepe Arqué         |     |     |     |     | 6   | 10     |
| 12   | Lance Woolridge    |     | 7   |     |     |     | 9      |
| 13   | Catie Munnings     | 8   |     |     |     |     | 8      |
| 14   | Aksel Lund Svindal |     | 9   |     |     |     | 7      |
| 15   | Carlos Checa       |     |     |     |     | 9   | 7      |
| 16   | Nick Heidfeld      |     |     |     |     | 10  | 6      |
| Pos. | Piloto             | SWE | NOR | LAT | BEL | BAR | Puntos |